# Helle Danneskiold-Samsøe
Helle komtesse Danneskiold-Samsøe (født 21. december 1918 i København, død 9. juni 1987 sammesteds) var en dansk priorinde.
Hun var datter af grev Knud Danneskiold-Samsøe og Alice født Hasselbalch og var fra 1954 priorinde for Gisselfeld adelige Jomfrukloster.